# Abd Allah al-'Adil
Abū Muḥammad ʿAbd Allāh al-ʿĀdil, (in arabo ﺍﺑﻮ ﻣﺤﻤﺪ ﻋﺒﺪ الله ﺍﻟﻌﺎﺩﻝ‎?) (... – 4 ottobre 1227), è stato un califfo berbero almohade, inizialmente governatore di al-Andalus (Spagna islamica), non accettò nel 1224 la nomina dello zio Abd al-Wahid I come califfo, si ribellò contro di lui, facendolo assassinare.
Il suo colpo di stato inaugurò un periodo di instabilità che durò ben oltre la data della sua morte, nel 1227. Egli è considerato come uno dei più incapaci e disastrosi califfi Almohadi. Il suo operato divise gli Almohadi e mise in moto una serie di altre guerre intestine che portarono prima alla perdita di al-Andalus per mano dei Nasridi, che crearono il sultanato di Granada, e successivamente il crollo dello stesso Stato almohade.

## Storia

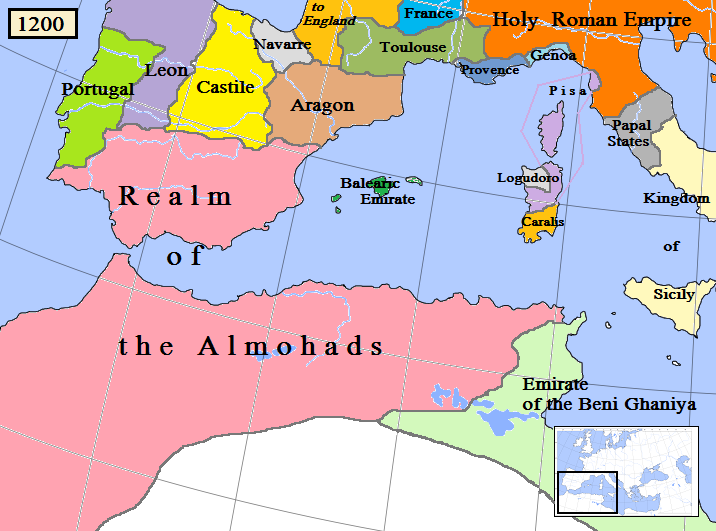
Impero almohade nel 1200

Abū Muḥammad ʿAbd Allāh era un figlio del potente califfo almohade Abū Yusuf Yaʿqub al-Manṣūr, e quindi fratello del califfo Muhammad al-Nasir. Assieme ad altri fratelli ʿAbd Allāh servì come governatore almohade in al-Andalus (Spagna islamica).

Dopo la morte prematura di suo nipote, il giovane califfo Yūsuf II al-Mustanṣir, che morì senza eredi, nel gennaio 1224 i burocrati di palazzo di Marrakesh, capeggiati dal visir Abū Saʿīd ʿUthmān b. al-Jāmiʿī e dagli sceicchi delle tribù dei B. Maṣmūda elessero califfo l'anziano prozio, ʿAbd al-Wāḥid I. ʿAbd Allāh, che allora era governatore di Murcia, e i suoi fratelli, Abu l-'Ala Idris al-Ma'mun (governatore di Cordova), Abū Mūsā (governatore di Malaga) e Abū l-Ḥasan (governatore di Granada), che formavano una potente cricca nella gerarchia almohade, furono sconvolti dalla rapidità di tale nomina e l'irritualità della stessa. Inoltre, ʿAbd al-Wāḥid I, nonostante la sua età avanzata esigeva disciplina e ordine nell'impero almohade, tentò quindi di centralizzare l'impero, i suoi fratelli e i suoi nipoti avevano probabilmente sperato in un candidato meno esperto e più manovrabile, in modo che fossero liberi di governare autonomamente le province, come avevano fatto sotto il califfato di Yūsuf II.

La dinastia almohade fino ad allora non aveva mai avuto un problemi dinastici. Dopo la nomina di ʿAbd al-Wāḥid, ʿAbd Allāh fu raggiunto a Murcia dall'oscura figura di Abū Zayd ibn Yujjān, un ex potente burocrate di Marrakesh, che qualche anno prima era stato umiliato ed esiliato da al-Jāmiʿī, e che stava scontando il suo esilio nei pressi di Chinchilla (Albacete). Ibn Yujjān convinse ʿAbd Allāh a contestare l'elezione e a ribellarsi, assicurandogli che aveva importanti alleati nel palazzo di Marrakesh e tra gli sceicchi delle tribù dei Maṣmūda. In accordo con i suoi fratelli, ʿAbd Allāh presto si proclamò califfo almohade, prendendo il titolo califfale di "al-ʿĀdil" ("il giusto" o "il giustiziere"). Dopo aver conquistato Siviglia cominciò a fare i preparativi per marciare contro Marrakesh ed affrontare ʿAbd al-Wāḥid I. Al contempo ibn Yujjan si mise d'accordo con i suoi alleati maghrebini: prima della fine dell'estate, Abū Zakariyā, lo sceicco della tribù dei Ḥinṭāṭa, e Yūsuf ibn ʿAlī, governatore di Tinmal, si schierarono dalla parte di al-ʿĀdil, conquistarono il palazzo di Marrakesh, deposero il califfo ed espulsero al-Jāmiʿī e i suoi sostenitori. Il califfo deposto ʿAbd al-Walīd I fu ucciso per strangolamento nel settembre 1224.
I metodi sanguinari utilizzati da ʿAbd Allāh al-ʿĀdil e dai suoi sostenitori per prendere il potere scioccarono il resto degli Almohadi. ʿAbd Allāh e i suoi fratelli persero alcune province iberiche: alcuni governatori locali che non accettarono di riconoscere l'usurpazione si ribellarono, come ad esempio Abū Zayd (governatore di Valencia) e ʿAbd Allāh al-Bayyāsī (governatore di Jaén), quest'ultimo con un piccolo gruppo di seguaci si accampò sulle colline di Baeza, in aperta ribellione contro al-ʿĀdil.
Nel Maghreb al-Aqsa (attuale Marocco), molti sceicchi tribali delle tribù Maṣmūda, dopo che videro che la situazione nell'impero almohade stava precipitando, invocarono il loro decisivo ruolo decisionale, rifiutandosi di riconoscere l'usurpazione di al-ʿĀdil, non accettandolo quindi come califfo, iniziando invece a mostrare attenzione per la figura del nipote di al-ʿĀdil, Yaḥyā, un figlio di Muhammad al-Nasir. Con il serio pericolo che il suo colpo di mano gli si ritorcesse contro, ʿAbd Allāh al-ʿĀdil prese la decisione di mobilitare il grosso delle forze Almohadi dalla Spagna islamica verso il Marocco, attraversando lo stretto di Gibilterra, con l'intenzione di marciare contro Marrakesh per imporsi sugli sceicchi.
Desideroso di partire per la sua spedizione in Maghreb, al-ʿĀdil nell'inverno del 1124-25 intraprese una campagna per sconfiggere al-Bayyāsī. La campagna si rivelò un'umiliazione: la piccola banda di al-Bayyāsī riuscì a respingere gli eserciti molto più numerosi inviati da al-ʿĀdil, che acquisì rapidamente una fama di incompetente dalle scarse capacità militari, tale sua fama si diffuse rapidamente anche in Maghreb, facendo crollare la sua popolarità anche tra i suoi alleati e dando coraggio ai suoi avversari. Determinato a conquistare Marrakesh prima che fosse troppo tardi, al-ʿĀdil decise di ignorare al-Bayyāsī ed intensificò il trasporto delle truppe. Al-Bayyāsī, nel frattempo, fece un'alleanza con Ferdinando III di Castiglia, rimasto fino ad allora neutrale. Ferdinando, soddisfatto dell'evacuazione delle truppe Almohadi, intuì l'opportunità che gli si presentò e decise di fornire ad al-Bayyāsī un grande esercito castigliano.
Nel 1225, al-Bayyāsī, insieme all'esercito castigliano, scese dalle colline di Baeza. Con al-Andalus praticamente svuotata dalle truppe Almohadi, i Castigliani devastarono le terre nei pressi di Jaén e la vega de Granada, entro la fine dell'estate, al-Bayyāsī riuscì a conquistare Cordova. Vedendo la situazione nella Spagna musulmana, Alfonso IX di León e Sancho II del Portogallo colsero anch'essi l'occasione per lanciare delle incursioni. I predoni portoghesi raggiunsero la periferia di Siviglia verso la fine del 1225.
Il califfo al-ʿĀdil, e il suo vizir Abū Zayd ibn Yujjān assieme ai principali comandanti Almohadi si trovavano in quel momento proprio a Siviglia, ma non avevano abbastanza truppe per sfidare l'esercito cristiano. Così i predoni portoghesi devastarono le zone periferiche della città impunemente. Alla fine, la popolazione civile di Siviglia, disgustata dall'inerzia dei governanti Almohadi, decise di prendere la situazione nelle proprie mani. Una sommossa popolare partì dalla città diretta contro i portoghesi. Fu un eccidio per i Sivigliani: i soldati portoghesi massacrarono i cittadini male armati, più di 20.000 cittadini furono uccisi davanti alle mura di Siviglia.
A causa del massacro di Siviglia e di altri disastri, l'impopolarità di al-ʿĀdil e dei suoi luogotenenti Almohadi raggiunse il suo picco. Ma presto la situazione sembrò cambiare. Al-Bayyāsī aveva promesso tre fortezze di frontiera a Ferdinando III come pagamento in cambio dell'esercito che gli aveva fornito. Ma una delle fortezze, Capilla, non cedette. I Castigliani posero la fortezza sotto un lungo e difficile assedio. La resistenza eroica di Capilla e l'alleanza di al-Bayyāsī con gli assedianti castigliani, ben presto fecero crollare la sua popolarità. In seguito a una rivolta a Cordova, al-Bayyāsī venne ucciso e la sua testa inviata ad al-ʿĀdil che nel frattempo aveva espugnato Marrakesh.
Ma ʿAbd Allāh al-ʿĀdil non poté assaporare questa vittoria per lungo tempo. Il 4 ottobre 1227 venne annegato in una piscina del suo palazzo e il suo nipote e rivale Yahya al-Mutasim venne nominato califfo almohade.